# Tony Sherman
Tony Sherman  is een Curaçaos-Nederlands soulzanger uit Haarlem. Hij bereikte in de jaren zeventig zowel onder eigen naam als met de Sherman Brothers de Nederlandse Top 40.

## Biografie
Sherman begon zijn muziekloopbaan bij de The Young Lovers. In 1967 behaalde hij de tweede plaats tijdens een jeugdcompetitie in het Apollo Theater in Manhattan. Enkele jaren later, in 1970, verhuisde hij naar Amsterdam.
In de jaren zeventig had Sherman zowel solo alsook met de Sherman Brothers hits, met hoge noteringen in de Nederlandse Top 40 voor Tonight (1974, nr. 11), I wrote you a letter (1974, nr. 12, tevens alarmschijf) en As (1977, nr. 13)
En in 1982 deed hij mee aan het project Stars on 45. Hij zong de zangpartijen op Stars on Stevie, waarvoor hij samen met Jaap Eggermont, en Martin Duiser de Exportprijs ontving. Ook werkte hij samen met de zangeres Julya Lo'ko van de band Cheyenne.
In de jaren daarna trad hij vaak op met zangeres Dhaddy Brokke. Ze hebben een groot deel van hun carrière doorgebracht in Nederland en op Curaçao. Zijn dochter Dorothy en zijn zoons Andy en Leon zijn ook in de muziek actief, samen in de formatie Shermanology; verder produceert Andy housemuziek als Mode De La Funk.
In januari 2025 was hij te zien in de talkshow De Oranjewinter met een Stevie Wonder hit. 

## Discografie

### Singles
- 1974: Tonight
- 1974: I wrote you a letter
- 1975: Sing with me
- 1975: Smile baby smile, met Sherman Brothers
- 1976: I'm stoned in love with you, met Sherman Brothers
- 1977: As
- 1977: Baby I'm sorry
- 1979: When the light goes out
- 1980: You you you
- 1981: Too big for words, met Julya Lo'ko
- 1981: Love's grown deep, met Julya Lo'ko
- 1982: Ellovee-ee
- 1983: Dancin' in the dark
- 1984: Mi no por warda, met Dhaddy Brokke
- 1984: Everybody on the floor, met Sherman Brothers
- 1985: Livin' for the night, met Sherman Brothers
- 1985: Can't get you off my mind, met Sherman Brothers
- 1986: I don't know what comes over me, met Sherman Brothers
- 1987: Don't push it don't force it, met Sherman Brothers
- 1989: When I need you
- 1991: Let it shine

### Albums
- 1973: Tony and reality
- 1975: Tony Sherman
- 1976: The best of Tony Sherman & The Sherman Brothers
- 1982: Tony Sherman
- 1984: Felis, met Dhaddy Brokke